# Thorlac
Thorlac (nòrdic antic: Þorlákur; segle x) va ser un víking de l'illa feroesa d'Eysturoy. Apareix com a personatge històric a la Saga dels feroesos.
Thorlac era germà del cabdill Tróndur i Gøtu i vivien junts a la hisenda del seu pare, coneguda com Gøta, amb les seves respectives famílies. Al capítol 35 de la saga, s'esmenta que Thorlac va tenir dos fills, Sigurd (un home fort de rossos i arrissats cabells) i Thord (també anomenat "el Baix", per la seva forta constitució).
Tróndur i Thorlac van sortejar-se qui heretaria la hisenda paterna; Thorlac va perdre i se'n va anar a viure a una illa veïna amb la seva dona.